# D'Addario

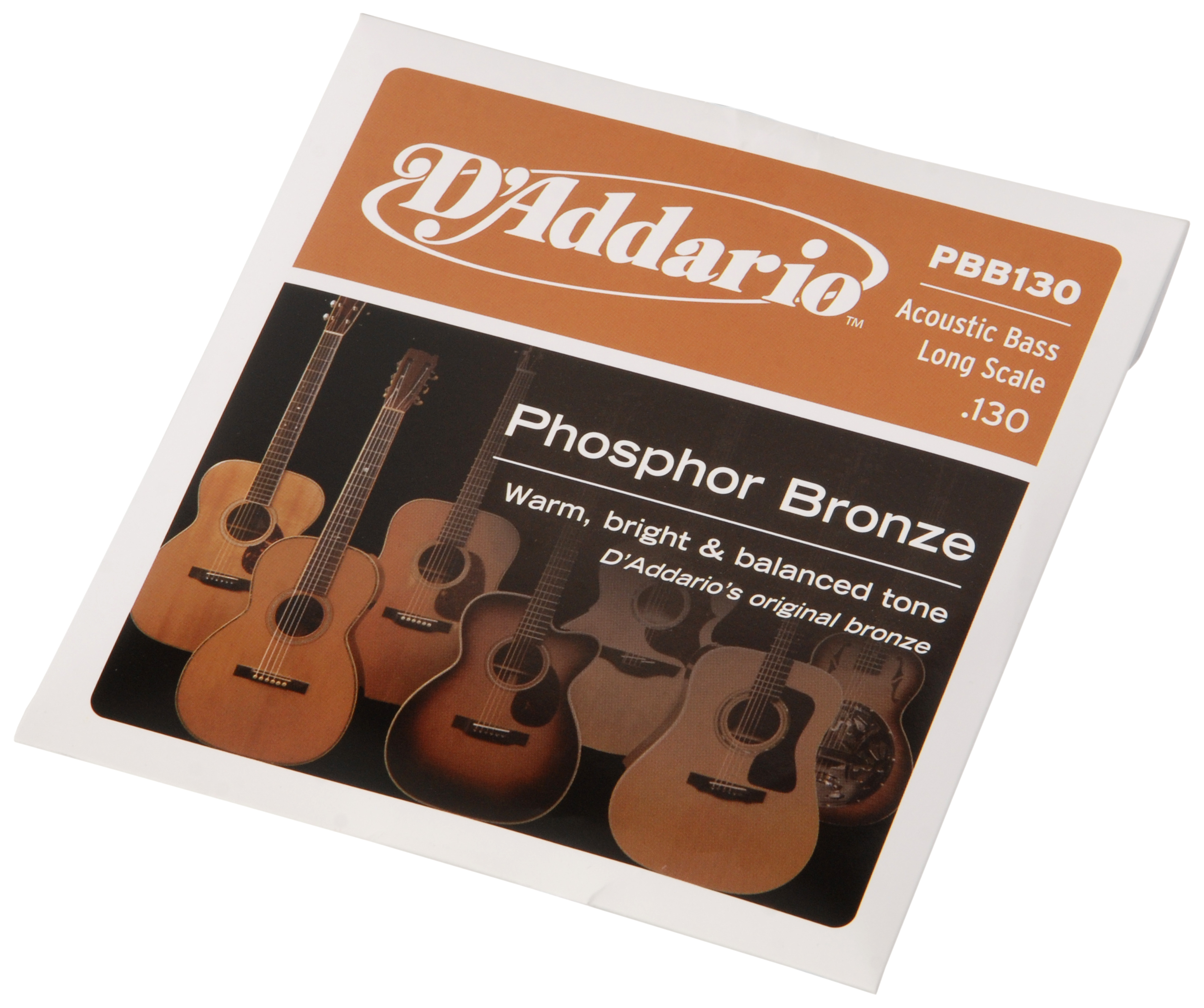
Struna do gitary basowej EPBB-130 firmy D'Addario

D'Addario é uma empresa estadunidense que fabrica cordas para instrumentos musicais. Sua sede é em Long Island, Nova Iorque.
A D'Addario produz e distribui outros acessórios musicais sob outras marcas. Alguns dos produtos oferecidos são cabos, capos, plugues de orelhas, sintonizadores eletrônicos, correias, umidificadores, escolhas, slidess, drumheads, baquetas, e reeds para instrumentos woodwind.